# Íó

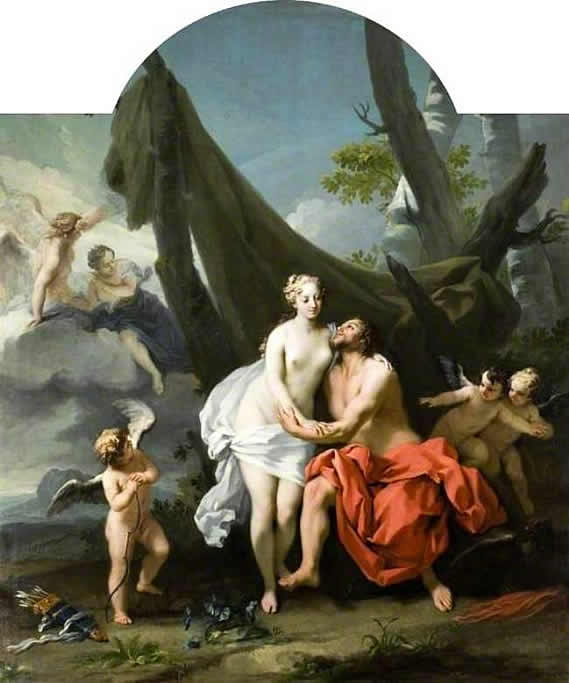
Jupiter a Íó, sledování žárlivou Junonou. Obraz Jacopa Amigoniho.

Íó (latinsky Īō) je v řecké mytologii dcera argejského krále Inacha. Byla kněžkou bohyně Héry.
Záletný nejvyšší bůh Zeus se zamiloval do kněžky Íó a před svou žárlivou manželkou Hérou ji skryl v podobě krávy. Ovšem Héra zjistila, jak se věci mají a Dia přemluvila, aby jí krávu daroval. Nechala ji potom hlídat stookým pastýřem Argem.
Zeus poslal boha Herma, aby pastýře zabil. Poté Héra poslala na začarovanou Íó velkého ováda, který ji zahnal až k severozápadnímu moři, které bylo po ní nazváno mořem Iónským. Tam však pouť Íó neskončila, prchala před ovádem na východ, zastavila se u skály, k níž byl přikován Titán Prométheus. Ten jí poradil, aby se uchýlila do Egypta.
Skutečně se jí podařilo dosáhnout cíle. Na břehu Nilu porodila Epafa, Diova syna, který se později stal prvním egyptským králem. Íó se v Egyptě dostalo božských poct.